# Силван Кордури
Силван Кордурије (фр. Sylvain Cordurié, Неји на Сени, 19. мај 1968) је француски стрипски сценариста. Након пет година проведених у Школи лепих уметности у Анжеру, своје прво уредничко искуство стекао је у „Орифламу“, специјализованом пројекту за РПГ.
У свет стрипа је ушао 2001. године заједно са Стефаном Кретијем и Сандрином Кордурије, радећи на серијалу „Салем ла Нуар“. Сарађује са познатим српским цртачима који раде на француском тржишту, као што су Владимир Крстић (алијас „Лаци“), Леонид Пилиповић, Живорад Радивојевић и Дражен Ковачевић.

## Стрипографија
- 'Salem la noire' (Delcourt, колекција Terres de Légendes) цртеж: Stéphane Créty, колор: Sandrine Cordurié. # La Pierre de Mort-Levée. 2003. ISBN 978-2-84055-933-7. line feed character у |title= на позицији 113 (помоћ)

1. Le Diadème des âmes. 2004. ISBN 978-2-84789-252-9.
2. Tongeren et Finicho. 2004. ISBN 978-2-84789-496-7.

- 'Acriboréa' (Delcourt, колекција Neopolis) цртеж: Stéphane Créty, колор: Sandrine Cordurié. # L'incertain. 2006. ISBN 978-2-84789-833-0. line feed character у |title= на позицији 98 (помоћ)

1. Les ruines de l'aréopage. 2006. ISBN 978-2-7560-0147-0.
2. Des millions de soleils. 2007. ISBN 2-7560-0291-0 Проверите вредност параметра |isbn=: checksum (помоћ).
3. Les nuées. 2007. ISBN 2-7560-0695-6 Проверите вредност параметра |isbn=: checksum (помоћ).
4. La directive arca. 2008. ISBN 2-7560-0871-4 Проверите вредност параметра |isbn=: checksum (помоћ).

- 'Le Céleste noir', цртеж: Владимир Крстић (Delcourt, колекција Machination) # De l'abîme, la lumière. 2008. ISBN 2-7560-0929-2 Проверите вредност параметра |isbn=: checksum (помоћ). line feed character у |title= на позицији 82 (помоћ)
- 'Le Code d'Hammourabi', цртеж: Vicente Cifuentes (Soleil, колекција Serial Killer) # D'entre les morts. 2008. ISBN 2-302-00129-9 Проверите вредност параметра |isbn=: checksum (помоћ). line feed character у |title= на позицији 89 (помоћ)
- 'L'Épée de feu', цртеж: Дражен Ковачевић (Soleil, колекција Soleil Celtic) # La malédiction de Garlath. 2009. ISBN 978-2-302-00594-5. line feed character у |title= на позицији 81 (помоћ)
- 'One' (Le Lombard) цртеж: Живорад Радивојевић, колор: Sandrine Cordurié. # Rien qu'un souffle. 2009. ISBN 2-8036-2573-4 Проверите вредност параметра |isbn=: checksum (помоћ). line feed character у |title= на позицији 75 (помоћ)

1. L'oubli de soi. 2010. ISBN 2-8036-2718-9 Проверите вредност параметра |isbn=: checksum (помоћ).
2. Fractions. 2011. ISBN 978-2-8036-2885-8.

- 'Les Fléaux d'Enharma' (Delcourt, колекција Terres de Légendes) цртеж: Stéphane Créty, колор: Sandrine Cordurié # Le Terreau des braves. 2009. ISBN 2-7560-1411-1 Проверите вредност параметра |isbn=: checksum (помоћ). line feed character у |title= на позицији 118 (помоћ)

1. Le Peuple fou. 2010. ISBN 2-7560-1874-4 Проверите вредност параметра |isbn=: checksum (помоћ).

- 'Ravermoon', цртеж: Леонид Пилиповић (Soleil) # La promesse des flammes. 2010. ISBN 2-302-01051-2 Проверите вредност параметра |isbn=: checksum (помоћ). line feed character у |title= на позицији 48 (помоћ)
- 'Sherlock Holmes et les Vampires de Londres', цртеж: Владимир Крстић (Soleil, колекција 1800) # L'appel du sang. 2010. ISBN 2-302-00966-0 Проверите вредност параметра |isbn=: checksum (помоћ). line feed character у |title= на позицији 100 (помоћ)

1. Morts et Vifs. 2010. ISBN 978-2-302-01083-3.

- 'Les Seigneurs de Cornwall', цртеж: Alessio Lapo (Soleil, колекција Soleil Celtic) # Le sang du loonois. 2009. ISBN 978-2-302-00625-6. line feed character у |title= на позицији 89 (помоћ)

1. La Filleule des Fées. 2011. ISBN 978-2-302-01128-1.

- 'Sherlock Holmes et le Necronomicon', цртеж: Владимир Крстић (Soleil, колекција 1800) # L'Ennemi intérieur. 2011. ISBN 978-2-302-01624-8. line feed character у |title= на позицији 92 (помоћ)
- 'La Mandragore', цртеж: Marco Santucci (Soleil, колекција 1800) # Une porte sur l'enfer. 2012. ISBN 978-2-302-01625-5. line feed character у |title= на позицији 70 (помоћ)
- 'Sword', цртеж: Владимир Крстић (Soleil) # Vorpalers sticker. 2012. ISBN 978-2-302-01774-0. line feed character у |title= на позицији 43 (помоћ)